# گوالدیی
گوالدیی (به انگلیسی: Gwaldai) یک منطقهٔ مسکونی در پاکستان است که در خیبر پختونخوا واقع شده‌است.